# Audax Foot Ball Club
L'Audax Foot Ball Club, meglio conosciuto come Audax Modena, fu una società calcistica italiana con sede nella città di Modena, attiva negli anni dieci del XX secolo.

## Storia
La società deve la sua nascita alla rivalità tra i fratelli Luca e Ugo Mariani. Quest'ultimo, all'inizio del 1910 aveva fondato l'Associazione Studentesca del Calcio insieme agli amici dell'Istituto tecnico di Modena e per tutta risposta il fratello, a distanza di un anno, dette vita all'Audax in seno al Collegio San Carlo. Le due compagini studentesche ebbero, tuttavia, un'esistenza breve e il 5 aprile 1912 decisero di fondersi, dando vita al Modena. La notizia fu accolta con favore sulle colonne nel quotidiano Il Panaro:

Una formazione dell'Audax nel 1912

In effetti, però, la storia dell'Audax non si concluse con la fusione: già nel gennaio 1913 alcuni dei soci che avevano dato vita all'Audax e che erano entrati nel Modena F.C. (tra questi i principali furono Francesco Vaccari, Camillo Vaccari e Armando Vezzelli) ne riuscirono, rifondando il club dalle maglie bianconere. Il nuovo Audax F.B.C. prese parte al campionato di Promozione 1913-1914 e alla Prima Categoria 1914-1915. Nella stagione 1913-1914 l'Audax vinse l'eliminatoria emiliana del girone veneto-emiliano del torneo, giungendo così alla finale con il Padova che però vinse in modo rotondo sia l'andata in Emilia (5-1) che il ritorno in Veneto (5-0). Nonostante la sconfitta, la compagine modenese fu ammessa alla Prima Categoria 1914-1915.
Il torneo del massimo livello del campionato italiano si dimostrò troppo impegnativo per l'Audax che raccolse risultati assai modesti. Giunse infatti al sesto ed ultimo posto del Girone D del torneo maggiore, collezionando solo quattro punti, frutto di due vittorie, entrambe in casa con il Chiasso (2-0) e con il Bologna (4-1), e di ben otto sconfitte, tra cui si segnalano il roboante 13-0 subito dal Milan alla prima giornata e l'altrettanto significativo 13-1 inflittogli dalla Juventus Italia nell'ultimo turno.
Con lo scoppio della prima guerra mondiale e l'interruzione dei campionati, l'Audax prese parte alla Coppa Federale 1915-1916: la squadra, inserita nel Girone D insieme al Modena e al Bologna, collezionò quattro sconfitte su quattro gare disputate senza mettere a segno neppure una rete. L'anno successivo partecipò alla Coppa Emilia inanellando ancora quattro sconfitte in altrettanti incontri. Questo torneo segnò di fatto la fine all'attività dell'Audax che non riprese al termine del conflitto bellico. La sera del 10 ottobre 1919 presso il Caffè Cacciatori, in Modena, i soci sopravvissuti alla Grande Guerra deliberarono lo scioglimento del club.